# 個人番号
個人番号（こじんばんごう、英: Individual Number）とは、日本の全住民へ付番された個人識別用の番号である。12桁の番号である。通称は「マイナンバー（英：My Number）」。
この個人番号は、「行政手続における特定の個人を識別するための番号の利用等に関する法律（番号法、通称：マイナンバー法）」に基づき、各市区町村が全住民（住民票を持つすべての国民（日本人）およびすべての外国人）へ指定（付番および通知）する。2015年10月5日から、個人番号の指定が始まり、2016年1月からは、行政手続における個人番号の利用が開始された。
個人番号制度は、上記に基づき、個人番号を用いて、社会保障・税・災害対策の3分野で情報を効率的に管理し、それらに関わる複数の行政機関が保有する個人の情報が同一人物の情報であることを確認可能とする制度である。
それまでの住民基本台帳の制度は、住民基本台帳ネットワークシステムが作られ全国ネットワーク化されたことにより、全国で地方自治体職員・住民が同姓同名・同年齢・同市町村内でも情報を別の人として確認できた。個人番号制度はこれを土台として作られ、社会保障・税・災害対策分野などに限定的ではあるが、他国の個人識別番号により近い制度となっている。
以下、番号法は法と、番号法施行令は施行令と略す。

## 概要
日本国政府は、個人番号（社会保障・税番号制度）を導入すると次の効果があると説明している。
- 「より正確な所得把握が可能となり、社会保障や税の給付と負担の公平化が図られる」
- 「社会保障や税に係る各種行政事務の効率化が図られる」
- 「ITを活用することにより添付書類が不要となるなど、国民の利便性が向上する」

以下のような具体的な効果も指摘されている。
- 番号法の施行によって、自治体（都道府県知事など）は生活保護の受給実態をマイナンバーで把握できるようになった。それにより、「複数の自治体から重複して受給する」など不正に生活保護を受けることが困難になった。
- 番号法の施行以前に生活保護や税務調査など、行政の職員が預貯金や資産を調査する場合、従来は住所・氏名・年齢・性別の基本4情報を元に本人確認を行っていたが、番号法の施行により、従来の基本4情報に合わせて個人番号による本人確認を行うことが可能になった。これにより、引っ越しによる住所変更で本人確認ができないケースなどが低下すると考えられている[4]。
- 洪水などの激甚災害に見舞われ、通帳やキャッシュカードが手元からなくなってしまった場合や金融機関が破たんした場合、疫病や経済危機などによって全国民へ給付金を支給する必要が生じた場合など、全ての預貯金口座に個人番号が紐づけられれば、円滑に預貯金を払い戻したり、速やかに給付金を支給することなどが可能になる[4]。

韓国では北朝鮮スパイをきっかけに、住民登録番号という「韓国版マイナンバー」制度が導入されている。そのため、様々な便利サービスが受けられるポータルサイト「政府24」があり、朝日新聞も危うさを感じながらもマイナンバー制度の高い利便性を認めている。

## 法人番号
|                  | 個人番号                         | 法人番号             |
| ---------------- | -------------------------------- | -------------------- |
| 指定する機関     | 市区町村長                       | 国税庁長官           |
| 指定を受ける対象 | 市区町村の住民（個人）           | 国の機関・法人・団体 |
| 桁数             | 12桁                             | 13桁                 |
| 利用範囲         | 社会保障・税・災害対策などに限定 | 自由                 |
| 開示             | 利用範囲外の開示禁止             | 全面公開             |

なお法人や団体などには、番号法に基づき法人番号が指定される。法人番号には利用目的の制限はない。会社法人等番号とは異なる。

## 名称
法律上の正式名称は「行政手続における特定の個人を識別するための番号の利用等に関する法律（平成25年法律第27号）第2条第5項に規定する個人番号」である。法令において上記の正式名称での記載は、「地方税法」第20条の11の2、「租税特別措置法」第4条の5第3項、「国民年金法」第108条第1項、「厚生年金保険法」第100条の2第5項、「住民基本台帳法」第7条第1項第8の2号、「総務省設置法」第4条第1項第28号、「雇用保険法施行規則」第14条、「母子保健法施行規則」第3条第2号、「子ども・子育て支援法施行規則」第2条第1項第1号、「特別児童扶養手当等の支給に関する法律施行規則」第5条第1号、「独立行政法人日本学生支援機構に関する省令」第24条第1項などに見ることができる。
なお、「武力攻撃事態及び存立危機事態における捕虜等の取扱いに関する法律（平成16年法律第117号）」第8条第1項の「個人番号」は、「マイナンバー」を意味するものではない。
通称は「マイナンバー」で、2015年（平成27年）10月現在、日本国政府が「マイナンバー」の商標権を保有している。
個人番号および法人番号を徴税、社会保障などの手続に使用する制度を、社会保障・税番号制度、マイナンバー制度、または共通番号制度といい、番号法に規定されている。英字の頭文字をとって「MN」とも。

### 名称決定の経緯
番号制度の検討段階では、番号は「国民ID」や「共通番号」と呼ばれていた。当時、「マイナンバー」という名称は、NTTグループが「ひかり電話 追加番号サービス」の商標として使っていた。2020年現在も使用中。
日本国政府は、2011年（平成23年）2月から3月にかけて「共通番号」につける名称を公募した。807件の応募の中からの選考を経て、「共通番号」の名称は「マイナンバー」に決まったと番号制度創設推進本部が2011年（平成23年）6月30日に公表した。
この「共通番号」・「マイナンバー」は、法案の検討段階で「個人番号」と表現されるようになった。そして、法令では「個人番号」の用語が使用されたため、これが正式名称となった。

### 外国語訳
個人番号は、住民票を持つ在日外国人にも指定されることから、日本国政府は日本語のほか、26の言語で個人番号に関する情報を提供している。
- For Foreigners（外国人の方へ）（内閣府）

## 付番の対象
個人番号の指定を受けるのは、日本の市区町村に住民票がある住民（個人）全員である。これには日本国民と外国人の両方が含まれる。

### 日本国民
日本国籍のうち、個人番号の指定の対象外なのは、2015年（平成27年）10月5日以降、一度も日本の市区町村の住民票に記録されたことのない在外日本人である（同日前から引き続き海外に在住、または、同日以降に海外で出生し、そのまま海外に在住）。この場合、帰国して日本の市区町村のいずれかに転入届を出した際に、個人番号の指定を受ける。
また、日本国民のうち「戸籍法の適用を受けない者」は、日本国内に居住していても、個人番号の指定の対象外である。天皇・皇族がこれに該当する。

### 外国人
次の4類型のいずれかに該当する在日外国人は、個人番号の指定を受ける。
- 中長期在留者（=在留カードの交付を受ける者[19]）
- 特別永住者
- 一時庇護許可者、仮滞在許可者
- 出生による経過滞在者、国籍喪失による経過滞在者

日本に住所を置く外国人のうち、「外交」の在留資格で在留する外国政府の駐日大使館・領事館に勤務する特命全権大使や特命全権公使や外交官とその家族、「公用」の在留資格で在留する在日米軍の軍人とその家族などは、個人番号の指定の対象外である。

### 新生児
生まれたばかりの赤ちゃんにも個人番号が付番される。新生児の出生届によって住民票が作成されたあと、3週間から1か月後に、新生児の個人番号12桁が簡易書留で世帯主に通知される。

## 番号の構成
| 個人番号のn桁目（先頭が12桁目） | 個人番号のn桁目（先頭が12桁目） | 個人番号のn桁目（先頭が12桁目） | 個人番号のn桁目（先頭が12桁目） | 個人番号のn桁目（先頭が12桁目） | 個人番号のn桁目（先頭が12桁目） | 個人番号のn桁目（先頭が12桁目） | 個人番号のn桁目（先頭が12桁目） | 個人番号のn桁目（先頭が12桁目） | 個人番号のn桁目（先頭が12桁目） | 個人番号のn桁目（先頭が12桁目） | 個人番号のn桁目（先頭が12桁目） |
| 12                              | 11                              | 10                              | 9                               | 8                               | 7                               | 6                               | 5                               | 4                               | 3                               | 2                               | 1                               |
| ------------------------------- | ------------------------------- | ------------------------------- | ------------------------------- | ------------------------------- | ------------------------------- | ------------------------------- | ------------------------------- | ------------------------------- | ------------------------------- | ------------------------------- | ------------------------------- |
| 住民票コードから生成される11桁  | 住民票コードから生成される11桁  | 住民票コードから生成される11桁  | 住民票コードから生成される11桁  | 住民票コードから生成される11桁  | 住民票コードから生成される11桁  | 住民票コードから生成される11桁  | 住民票コードから生成される11桁  | 住民票コードから生成される11桁  | 住民票コードから生成される11桁  | 住民票コードから生成される11桁  | 検査用数字                      |

個人番号は数字12桁である。これに対して住民票コードは11桁、法人番号は13桁であるので、桁数によって個人番号、住民票コード、法人番号を区別することができる。
個人番号12桁の途中に、ハイフン（-）やコンマ（,）やスペース（ ）を置く決まりはない。個人番号カードでは「1234 5678 9012」のように4桁ごとにスペースを挟んで印刷されている。また、申告書類の記入枠でも4桁ごとに区切られている。
個人番号の12桁のうち、左側の11桁は、住民票に記録されている住民票コードの変換により得られる番号である。住民票コードそのものを個人番号としない理由について、内閣官房は「『住民票コード』はもともと今回のような利用を想定しておらず、運用の大幅な改変が必要になることや、パブリックコメントの多数意見が『新しい番号の利用』だったことなど」と説明している。11桁の住民票コードを個人番号中の11桁の数字に変換するための変換式は公開されていない。個人番号からその元になった住民票コードを復元することはできない。
個人番号の末尾の1桁は、検査用数字であり、左側の11桁に基づいて計算される。左側の11桁から検査用数字を計算する方法は公開されている。
各人の個人番号は、ほかの誰の個人番号とも異なる。結婚、転居などで個人番号が変わることはない。また司法での親子関係不存在確認などによる無戸籍状態化および就籍でも個人番号は変わらない。
個人番号が情報漏洩して、不正使用のおそれがある場合に限り、従前の番号を廃止し、新たな個人番号の指定を受けることができる。住民票コードは不正使用のおそれがある場合に限らず、本人の請求により変更できるが、住民票コードの変更と個人番号の変更は互いに影響しない。
個人番号と個人の属性（氏名・住所・本籍地・性別・生年月日など）との間に関係はない。よって、個人番号の解析により持ち主の属性が明らかになることはなく、住所・性別・生年月日などに基づいて個人番号が推測されることもない。この点、戸籍地・性別・生年月日などを基に構成される、中華人民共和国における公民身分番号、大韓民国における住民登録証の住民登録番号とは異なっている。

## 番号の指定方法
個人番号の指定を受けるために、本人による手続（申請など）は不要である。個人番号の指定と通知は市区町村長が住民基本台帳（住民票）の記録に基づいて職権で行う。
同じ個人番号を複数の人に対して重複指定することがあってはならない。そのため、各人に対して指定する番号の生成は、日本全国の都道府県・市区町村が共同で運営する地方公共団体情報システム機構（J-LIS）が一手に引き受けている。具体的には、市区町村の端末から住民の住民票コードをJ-LISのコンピュータシステムにオンラインで送信すると、J-LISのサーバがその住民票コードに対応する番号をコンピュータによって決定し、市区町村のコンピュータ端末に返信する。市区町村は、J-LISのシステムから受信した番号を、住民の個人番号として指定し、その住民に通知する。
よって、住民本人や市区町村の職員が、その住民の個人番号とする番号を、恣意的に選ぶことはできない。個人番号が情報漏洩して、不正に用いられるおそれがある場合は、住民本人からの請求または市区町村長の職権により、個人番号を変更することになっているが、この場合も、新しい個人番号はJ-LISのサーバがランダムで決定し、J-LISの職員や住民本人や市区町村の担当者に、選択の余地はない。

## 番号の調べ方

### 自分の番号
自分の個人番号は、次の4種類に記載されている。
- 2020年（令和2年）5月24日以前に、住民票がある市区町村から、世帯主宛に送付された「通知カード」[15]
- 2020年（令和2年）5月25日以降に、住民票がある市区町村から、送付された「個人番号通知書」[32]
- 本人の希望により「通知カード」と引き換えに発行された「マイナンバーカード」[33]
- 個人番号入りの住民票の写し[34]

また、個人番号は、「保有個人情報開示請求制度」を利用することによっても知ることができる。

### 他人の番号
税（源泉徴収）、社会保障、災害対策に関する事務のために他人の個人番号が必要な場合は、利用目的を明示して、本人または本人以外から個人番号の提供を受けることができる。自分と同一世帯の人の個人番号を収集することは、他人には当たらず差し支えない。

### 収集可能な者
決められた場合以外に個人番号を他人に教えたり、他人に個人番号の開示を求めたり、他人の個人番号を収集したりすることは禁じられている（番号の持ち主本人の同意があっても不可）。
個人番号利用事務等実施者は、個人番号利用事務等を処理するために必要があるときは、本人または他の個人番号利用事務等実施者に対し個人番号の提供を求めることができる（第14条）。
個人番号利用事務等実施者（第14条）
個人番号利用事務
行政機関、地方公共団体、独立行政法人等その他の行政事務を処理する者
個人番号関係事務
第九条第三項（本人又はその代理人が個人番号利用事務等実施者に対し、当該本人の個人番号を含む特定個人情報を提供する）の規定により、個人番号利用事務に関して行われる他人の個人番号を必要な限度で利用して行う事務
- たとえば雇用主は、税務署に提出する法定調書において、雇用者の個人番号を記載するために番号を求める。

### 本人確認の方法
| 個人番号カード | もしくは | 個人番号が記載された住民票の写し + 写真つき公的身分証明書 （運転免許証、パスポートなど） |

他人の個人番号を使って他人になりすますことを防ぐために、個人番号の持ち主本人から番号を収集する際には、顔写真つき身分証明書などによる「身元確認」と、通知カードまたは個人番号カードなどによる「番号確認」の、2つの本人確認が必要である。

## 番号の利用

### 利用方法

給与所得の源泉徴収票（税務署提出用）

給与所得者の扶養控除等（異動）申告書（改正前の様式）

個人番号の提供が求められる例は、以下のようなものがある。なお、これらの中には個人番号が原則として必要とされているものの、記載せずとも手続きを進めることは可能な例や、個人番号を記載することで添付書類の省略が可能となる例が存在する。
- 税金
  - 所得税・消費税の確定申告をする場合（e-Tax[注 7]も含む）
  - 法定調書（税務署）
    - 源泉徴収票 - 給与所得者が毎年勤務先に「給与所得者の扶養控除等（異動）申告書」を提出する場合[注 8]
    - 報酬、料金、契約金および賞金の支払調書 - 個人が契約先から報酬料金等（診療報酬・原稿料・講演料・契約金など）を受け取る場合（年5万円超のみ）[42]
    - 不動産の使用料等の支払調書 - 支払調書の提出要件に該当し、支払者もしくは支払を受ける者が個人で、不動産を賃貸する場合（年15万円超のみ）[43]
    - 不動産等の譲受けの対価の支払調書 - 支払調書の提出要件に該当し、支払者もしくは支払を受ける者が個人で、不動産を売却する場合（年100万円超のみ）[44]
- 金融機関
  - 銀行など金融機関での取引で、預金口座の開設時など（2018年1月以降「預貯金口座付番制度」[45][46]）
  - 公金受取口座の登録[47]
  - 日本から国外への外国送金（内国税の適正な課税の確保を図るための国外送金等に係る調書の提出等に関する法律第3条1項1号）[48]
  - 証券会社での取引で、口座開設（少額投資非課税制度や特定口座も含む）や口座を維持する場合[49]
  - 生命保険会社からの保険金・解約返戻金などの受取時[50]
- 社会保障
  - 国民健康保険で高額療養費支給制度の還付請求を受ける場合[51]
  - 公費負担医療の受給申請をする場合[52]
  - 介護保険の要介護（要支援）認定申請等[53]
  - 老齢年金の受け取り・扶養家族確認のための手続き[54]
  - 障害者手帳の申請・更新時[55]
  - 生活保護の申請[56][57]
  - 公営住宅への入居申込み[58]

### 利用範囲
利用範囲は、第九条の以下別表第一として定められる。
- 政府機関

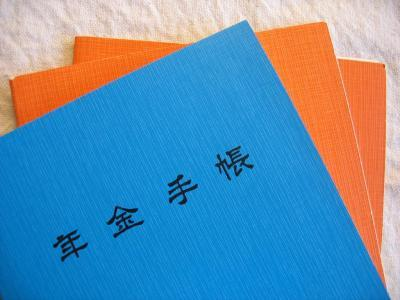
個人番号の施行により、これまでの年金手帳は必須ではなくなった

  - 厚生労働省、総務省、国土交通省、法務省、防衛省、財務省、文部科学省、環境省、経済産業省、国税庁、出入国在留管理庁、デジタル庁
- 地方公共団体
  - 役所・役場、都道府県教育委員会
- 社会保険関連
  - 全国健康保険協会、国民健康保険組合、後期高齢者医療広域連合
  - 日本年金機構[59]、国民年金基金連合会
  - 確定給付企業年金法に規定する事業主等、企業年金連合会、石炭鉱業年金基金
  - 農林漁業団体職員共済組合、農業者年金基金、農水産業協同組合貯金保険機構、農業者年金基金
  - 国家公務員共済組合、国家公務員共済組合連合会、地方公務員共済組合、全国市町村職員共済組合連合会、日本私立学校振興・共済事業団、地方公務員災害補償基金、勤労者退職金共済機構
  - 社会福祉協議会
- その他の独立行政法人など
  - 日本スポーツ振興センター、福祉医療機構、医薬品医療機器総合機構、日本学生支援機構、預金保険機構
- 国家資格関連
  - 司法試験委員会、日本行政書士会連合会、国税審議会、日本税理士会連合会、全国社会保険労務士会連合会

## 番号の通知

### 個人番号通知書
2020年（令和2年）5月25日以降、市区町村から住民への個人番号の通知は「個人番号通知書」によって行われる。個人番号通知書は、後述の「通知カード」と異なり、個人番号を証明する書類には当たらない。
「個人番号通知書」を紛失した場合、再発行は行われない。

### 通知カード
2020年（令和2年）5月24日まで、市区町村から住民への個人番号の通知は、通知カードの送付によって行われていた。新規発行や再交付の終了後においても、現存する通知カードは券面上の記載事項に変更がない限りは、個人番号を証明する書類として使用することが可能である。また、個人番号カードの申請は引き続き可能である。
この通知カードは「個人番号カード」の交付を受ける際に、市区町村に返納する必要がある。
通知カードは、運転免許証、キャッシュカードと同じ大きさの紙で、偽造防止のため、国立印刷局が印刷した透かしが入る。通知カードを偽造すると、すき入紙製造取締法違反で罰せられる。
通知カードのオモテ面には個人番号・氏名・住所・性別・生年月日などが印刷される。通知カードには、持ち主の証明写真や住民票コードは掲載されず、ICチップは入らない。後述の「個人番号カード」とは異なり、通知カードにあらかじめ決められた有効期限はない。また、個人番号カードとは異なり、身分証明書としての利用はできない。
2016年には、通知カードを、住民票に記載されている住所に、日本郵便の簡易書留で発送をしたものの、尋ねどころなしや受取人が引き取らないなどで、通知カードが役所に返送される事態が起き、発送した市区町村では通知カードの保管場所に苦慮した。また、総務省は当時、通知カードの保管期限を明確にしていなかったため、平成28年10月時点で約170万通が差出人に届かず、保管場所がないなどの理由により、通知カードを破棄する地方公共団体も出た。

### 個人番号カード

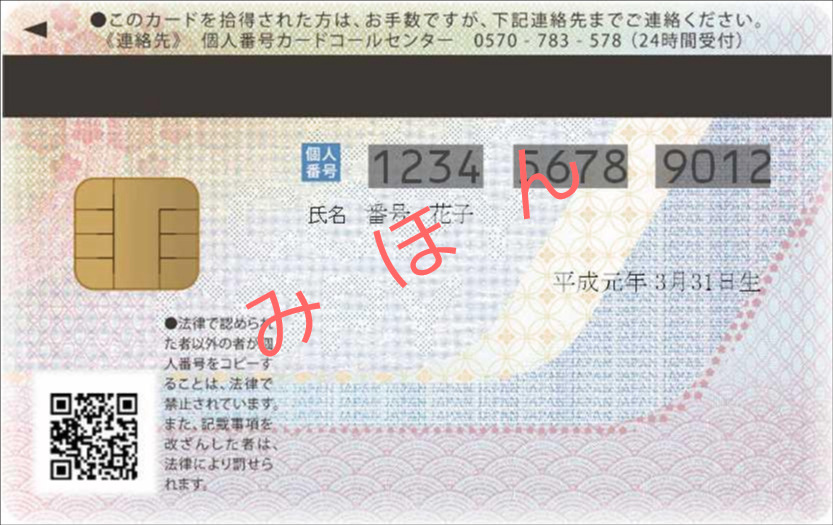
個人番号カード（裏）

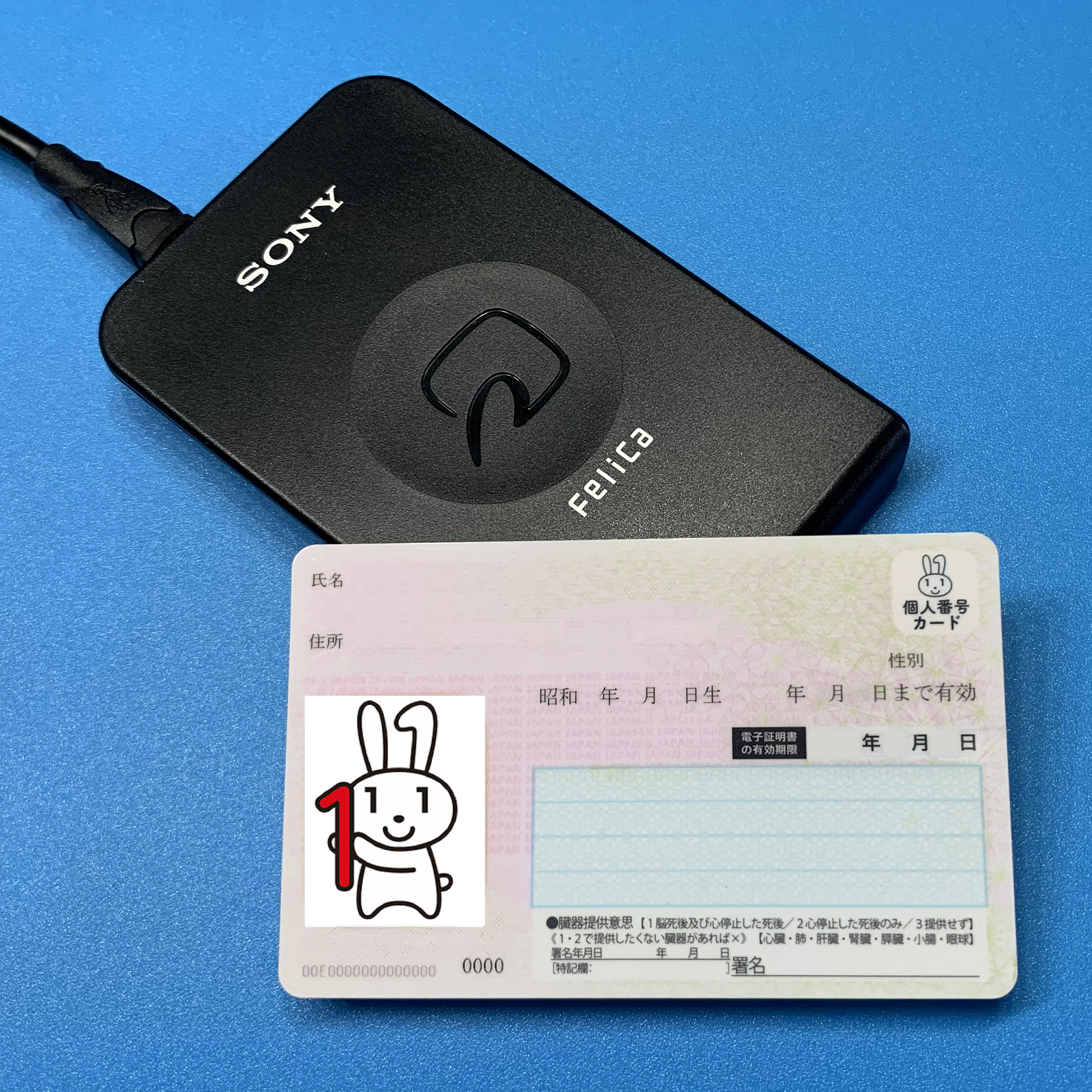
公的個人認証サービスを利用する場合に必要な「非接触型 ICカード リーダ/ライタ」

個人番号カードは、希望する住民に対して、作成されるICカードであり、交付手数料は、当面の間無料である。個人番号カードの交付を受ける際、「通知カード」や「住民基本台帳カード」の交付を受けている場合は市区町村へ返納する必要がある。住民基本台帳カードの後継となるもので、個人番号を証明する書類をはじめ、公的な身分証明書や、さまざまな行政・民間サービスを受けることができるICカードとして利用することができる。通称マイナンバーカード。
個人番号カードは運転免許証、キャッシュカードなどと同じ大きさのプラスチックカードである（ISO/IEC 7810 ID-1規格）。個人番号カードのオモテ面には、氏名・住所・性別・生年月日・カードの有効期限などが印刷され、本人の顔写真が掲載される。裏面には、個人番号・氏名・生年月日・個人番号のQRコードが印刷されている。
個人番号カードはICカードであり、カードに埋め込まれたICチップには、券面記載事項のほか、住民票コードが記録される。住民基本台帳カードと同様、ICチップに公的個人認証サービスの電子証明書が記録できる。ICチップの記録の読み出しのために、4桁の暗証番号が設定される。
個人番号カードには有効期限がある。20歳以上の日本国民の場合、発行後10回目の誕生日までが有効期間である。
|                                    |                                    | 個人番号通知書                  | 通知カード                      | 個人番号カード                                  |
| ---------------------------------- | ---------------------------------- | ------------------------------- | ------------------------------- | ----------------------------------------------- |
| 保有者                             | 保有者                             | 住民票へ登録されたもの          | 個人番号カードの 保有者以外     | 希望者                                          |
| 交付方法                           | 交付方法                           | 住民票上の住所へ 簡易書留で郵送 | 住民票上の住所へ 簡易書留で郵送 | 窓口で本人確認・手交                            |
| 発行手数料                         | 発行手数料                         | 無料                            | 無料                            | 無料                                            |
| 有効期限                           | 有効期限                           | なし                            | 2020年5月24日                   | 発行後10回目の誕生日まで（未成年者は5回目まで） |
| ICチップ                           | ICチップ                           | なし                            | なし                            | あり                                            |
| 身分証明書としての効力             | 身分証明書としての効力             | なし                            | なし                            | あり                                            |
| 個人番号を証明する書類としての効力 | 個人番号を証明する書類としての効力 | なし                            | あり（別途本人確認が必要）      | あり                                            |
| 記録 される 情報                   | 個人番号                           | あり                            | 券面のみ                        | 券面・ICの両方                                  |
| 記録 される 情報                   | 氏名                               | あり                            | 券面のみ                        | 券面・ICの両方                                  |
| 記録 される 情報                   | 外国人の通名                       | あり                            | 券面のみ                        | 券面・ICの両方                                  |
| 記録 される 情報                   | 生年月日                           | あり                            | 券面のみ                        | 券面・ICの両方                                  |
| 記録 される 情報                   | 住所                               | なし                            | 券面のみ                        | 券面・ICの両方                                  |
| 記録 される 情報                   | 性別                               | なし                            | 券面のみ                        | 券面・ICの両方                                  |
| 記録 される 情報                   | カード等の有効期限                 | なし                            | なし                            | 券面・ICの両方                                  |
| 記録 される 情報                   | 顔写真                             | なし                            | なし                            | 券面・ICの両方                                  |
| 記録 される 情報                   | 住民票コード                       | なし                            | なし                            | ICのみ                                          |
| 記録 される 情報                   | 公的個人認証の証明書               | なし                            | なし                            | ICのみ                                          |
| 記録 される 情報                   | 点字                               | なし                            | なし                            | 券面（希望者のみ）                              |
| 記録 される 情報                   | SPコード                           | あり                            | あり                            | なし                                            |

## 個人番号による情報連携の仕組み

### 情報提供ネットワークシステム
個人番号を活用した情報の連携は情報提供ネットワークシステム（情報提供NS）を通して行われる。
情報提供NSではセキュリティ対策のため、直接個人番号は使用せず、個人番号をもとに生成される情報の連携を行う機関ごとに異なる機関別符号というものを使用する。情報提供NSには機関ごとに異なる機関別符号を紐づける役割があり、情報を連携する際は、情報提供NSが間に入り、情報提供機関と情報照会機関のそれぞれの機関別符号を変換して行う。この仕組みにより、同一人物を示す番号がすべての機関で異なることになる。
機関別符号の生成は、まず各機関がマイナンバーを住民基本台帳ネットワークシステム（住基ネット）に送付、住基ネットはマイナンバーと紐づく住民票コードを情報提供NSに送り、情報提供NSにおいて住民票コードから機関別符号に変換することで行われ、生成された機関別符号は各機関に通知される。

### 住民基本台帳ネットワークシステム
住民基本台帳ネットワークシステムは、従来の基本4情報（氏名・住所・性別・生年月日）と住民票コードに加えて、個人番号を管理するよう改修が行われた。地方公共団体において、個人番号制度の運用のためには住民基本台帳ネットワークシステムの利用が前提になる。
住民基本台帳ネットワークシステム稼働時から非接続だった福島県東白川郡矢祭町は、個人番号制度へ対応するため、2015年（平成27年）3月30日に住民基本台帳ネットワークシステムに接続した。

## 歴史
日本において、日本国政府が国民に付けた番号を、行政のさまざまな分野で利用しようという議論は、過去に何度もあった。しかし、税務分野で利用できる番号は、長年実現しなかった。

### 構想

#### 昭和
1970年（昭和45年）、政府は「各省庁統一コード研究連絡会議」を設置し、「省庁統一個人コード」の研究を開始した。当時、1971年（昭和46年）末までに全国民に「省庁統一個人コード」を付与することを計画したが、議論は立ち消えとなった。議論のスタートは、世界の銀行間決済を一気にオンライン化するプロジェクトに並行していた。
第1次大平内閣の政府税制調査会（小倉武一会長）が1978年（昭和53年）12月に提出した答申では、少額貯蓄非課税制度に関連し「利子・配当所得の適正な把握のため、いわゆる納税者番号制度の導入を検討すべきである」という意見を紹介しつつ、結論は出さなかった。また、翌年の答申では「現時点においては、納税者番号制度を導入するために十分な環境整備が行われているとは言いがたい」という認識が示された。
1988年（昭和63年）2月、政府税制調査会に「納税者番号等検討小委員会」が設置され、この小委員会は同年12月に報告書を公表した。また1989年（平成元年）2月には、関係14省庁の担当者からなる「税務等行政分野における共通番号制度に関する関係省庁連絡検討会議」が発足した。1994年（平成6年）には自治省が「住民記録システムのネットワークの構築に関する研究会」を設置した。この研究会では、住民票コードの納税者番号制度への利用についての検討も行われた。

#### 平成
1997年（平成9年）1月、厚生省は10桁の基礎年金番号を導入した。
1999年（平成11年）、小渕内閣が第145回国会に提出した住民基本台帳法の改正案が成立した。この改正法の施行により、2002年（平成14年）8月から、住民基本台帳ネットワークシステムが稼働し、住民票に11桁の住民票コードがつけられたが、反対運動により当初参加しない自治体が多数出るなど骨抜きとなった。また、パスワードや秘密鍵ではなく番号自体が秘密であるべきという思想が定着したため諸外国と違う方向性に向かっていった。
2004年（平成16年）に年金未納問題、2007年（平成19年）年金記録問題が発覚し、これ以降社会保障制度をめぐる議論が活発になった。
2009年（平成21年）6月に麻生内閣が決定した「経済財政改革の基本方針 2009」には「社会保障番号・カード（仮称）を2011年（平成23年）度中をめどに導入する」ことが明記された。しかし、麻生内閣はこれを実現しないまま衆議院を解散した。
民主党は、2009年（平成21年）夏の第45回衆議院議員総選挙で勝利を収め、政権の座に就いた。同党が掲げた選挙公約の一つが「所得の把握を確実に行うために、税と社会保障制度共通の番号制度を導入する」であった。番号制度は、民主党と関係の深い日本労働組合総連合会（連合）が最重要課題に位置づけていたものであった。
2012年の三党合意にて社会保障制度改革推進法が成立、その第5条2では「年金記録の管理の不備に起因した様々な問題への対処及び社会保障番号制度の早期導入を行うこと」と定められた。
政府・与党内の検討を経て、2012年（平成24年）、野田内閣が番号制度関連3法案を第180回国会に提出した。しかし、この法案は同年の近いうち解散により廃案となった。

### 法案成立
同年の第46回衆議院議員総選挙後に誕生した第2次安倍内閣は、2013年（平成25年）3月1日、番号制度関連4法案を第183回国会に提出した。内容は、野田内閣が提出した法案を手直ししたものであった。この法案は、衆議院による修正を経て、5月24日、自由民主党、公明党の与党のほか、野党のうち民主党、日本維新の会、みんなの党などの賛成により可決成立した（日本共産党、生活の党、社会民主党などは反対）。
番号制度関連法の成立を受けて、連合は事務局長名で「連合結成以来の最重要課題として力を入れて取り組んできた番号制度が今国会で導入されるに至ったことを高く評価する」と表明した。経済同友会（長谷川閑史代表幹事）は「マイナンバー関連法案が参議院にて可決、成立したことを歓迎する」と表明した。また、日本経済団体連合会（経団連）も番号制度の早期実現を求めていた立場であった。
一方、日本弁護士連合会（山岸憲司会長）は「本法案には、日本社会の今後のあり方や財政に重大な影響を与える問題があるにもかかわらず、十分な審議に基づく抜本的な見直しを行うことなく、国会が拙速に本法案を成立させたことはきわめて問題であり、強く抗議する」という会長声明を出した。

### 運用開始
2015年（平成27年）10月5日に、日本国内の全住民に対する個人番号の指定が始まった。2016年（平成28年）1月からは、行政手続における個人番号の利用が開始された。2016年（平成28年）1月時点では、個人番号の利用範囲は、法律で税・社会保障・災害対策の3分野のうちの、特定の範囲に限定されている。ただし、近い将来に3分野以外でも個人番号の利用が開始されることが確定している。

### 利用範囲拡大

#### 税・社会保障分野の国家資格管理事務
2021年（令和3年）5月12日、菅義偉内閣における第204回国会にてデジタル改革関連法案が可決、成立。この中で「デジタル社会の形成を図るための関係法律の整備に関する法律」（デジタル社会形成整備法）が成立。医師、税理士等の国家資格管理事務にマイナンバーを利用することが決定した。同法改正の施行は公布から4年以内と定めており、2024年5月27日施行。

#### その他分野の国家資格管理事務
2023年（令和5年）6月2日、第2次岸田内閣における第211回国会にて「行政手続における特定の個人を識別するための番号の利用等に関する法律等の一部を改正する法律」が可決成立。左記はいわゆる「束ね法案」であり、マイナンバー法のほか、関連する各法が改正された。マイナンバーについて下記のとおり利用範囲が拡大した。同法改正の施行は公布から1年3ヶ月以内と定めており、2024年5月27日施行。
- 社会保障、税および災害対策以外の行政事務においても、マイナンバーの利用を推進（具体的には、理容師・美容師、小型船舶操縦士及び建築士等の国家資格等、自動車登録、在留資格に係る許可等に関する事務）。
- 法律でマイナンバーの利用が認められている事務に準ずる事務（事務の性質が同一であるものに限る）についても、マイナンバーの利用を可能とする。
- 法律でマイナンバーの利用が認められている事務について、主務省令に規定することで情報連携を可能とする（情報連携が行われた記録は、マイナポータル上で照会可能）。

2025年（令和7年）3月7日、公認会計士など44の国家資格管理にマイナンバーを用いて行政事務を効率化する旨のマイナンバー法改正案を閣議決定。5月16日、第2次石破内閣における第217回国会にて可決成立。公布から1年3ヶ月以内に施行。

## 訴訟・合憲判決
マイナンバーに関しては、制度自体が日本国憲法第13条（プライバシー権）に違反するとして、2015年の制度発足当初から違憲訴訟が発生していた。
2023年3月9日、最高裁判所において、「マイナンバー制度は合憲である」との確定判決が示された。最高裁判決全文。2024年4月12日、別の違憲訴訟についても最高裁において上告を退ける合憲判決が下された。

## 事件・不祥事
特に断りがない限り、通知カード→（マイナンバーの）通知カード、ポイント→マイナポイント、コンビニ→コンビニエンスストア、コンビニ交付（サービス）→マイナンバーカード利用公的証明書コンビニ交付（サービス） の事である。
2017年度から21年度までの5年間で、少なくとも約3万5,000人分のマイナンバー情報が企業や行政機関から紛失、漏洩している（個人情報保護委員会年次報告による）。
2016年1月20日、総務省は通知カードについて、12日時点で全体の6.2%にあたる362万通が、郵便が本人に届かないため自治体に保管されていると発表した。実際に住んでいる住所が、住民票の住所と違うことが原因とされる。その後、届かなかった通知カードは大量に廃棄された。マイナンバー法附則第3条は、マイナンバー法施行日（2015年10月5日）の住民にマイナンバーを通知することを、市町村長に義務づけている。

### 役所の単純ミス
- 2022年
  - 4月30日、埼玉県日高市は、転出届けを出したベトナム国籍の女性に対し、同姓同名かつ同じ誕生日の別人のマイナンバーと住民票コードを載せた転出証明書を発行した[112]。
- 2023年
  - 3月15日、東京都練馬区内の区民事務所[113]で、再交付のマイナンバーカードの受け取りに来た同区在住の20代男性（以下、男性）[114]に対し、同カードを申請した50人（含、男性[114]）の個人情報が記載された紙名簿（帳票）を誤って渡してしまう事件が起きた。受け取りに来た男性に渡す利用案内パンフレットとともに帳票を同じクリアファイルに入れて保管してしまっていた事もあり、間違えて一緒に渡してしまったとのことである。帳票にはマイナンバーは記載されていなかった[115][116]。同区は同日夕方、問題を指摘する匿名のメールが届き確認を進めていたとしているが、男性いわく、「あせるでもなく戸籍住民課庶務係から詳細を教えてほしいとだけ返信がきました[114]」とのことである。また、男性は総務省のマイナンバー総合フリーダイヤルにも連絡したが、適切な対応は得られず、河野太郎デジタル大臣のツイッターへ書き込みをするも、結局、反応がなかったとのことである[114]。同区は「今回の事案は、帳票を受け取った方および報道機関から情報提供があり、判明しました[117]」と、問い合わせによって気付いたことを認めている。
  - 6月30日、岡山県岡山市で、窓口にてマイナンバー入りの住民票を別人へ交付してしまったと公表。他人へ交付されてしまった者は、マイナンバー変更の手続きを取った[118]。
  - 7月14日、新潟県新潟市は、保育園入園資料の一つとして受領したマイナンバー記載書類を1通紛失したと発表した[119]。書類には世帯全員分のマイナンバーを記載していた[120]。
  - 7月27日、厚生労働省沖縄労働局総務部労働保険徴収室の職員が、県下の労働保険事務組合に対し誤ったFAX番号を伝えた。労働保険事務組合が別人の宛先へ書類をFAX送信したことで、1名の氏名、生年月日、健康保険資格喪失年月日、基礎年金番号および個人番号（マイナンバー）が漏えいした。そもそもFAXによる情報伝達は廃止されていたにもかかわらず使用していた[121]。
  - 9月29日、三重県聴覚障害者支援センターが、手話通訳者や要約筆記者ら1,212名の氏名、住所、電話番号、メールアドレスなどの流出疑いを公表[122][123]。399名は口座番号、58名はマイナンバーが流出した可能性がある[124]。9月12日に40代女性職員が、業務用パソコンに「コンピュータウィルスに感染した」旨の表示を確認。職員は表示された電話番号へ架電。電話先の人物の指示に従って操作し、遠隔操作ソフトをインストールした。10日後に不明な動作を不審に感じ調査し、ウイルスへの感染が判明[125]。またマイナンバーは、紙で鍵付きのロッカーに保管するルールだったが、実際はデータで保存していた。
  - 11月13日、岡山県津山市は、市民1名の住民票を第三者請求した県外の法人へ送付する際、マイナンバーを含む内部資料も加えて送付してしまったと発表[126]。内部資料にはマイナンバーの他、本籍、過去の住所などが載っていた。
- 2024年
  - 4月8日、福岡県行橋市において、役所内で個人番号届出書1通が無くなっていることを検知。市は盗難事件であるとして警察へ被害届を提出した[127][128]。
  - 12月11日、千葉県船橋市の保育入園課が保育所利用申し込み事務おいて、個人番号を記入した書類1通を別人へ送付した[129]。
  - 12月13日、山梨県笛吹市が、247名分の個人番号提供書等を保管期限前に誤廃棄した[130][131][132]。
  - 12月17日、千葉県船橋市の障害福祉課が精神障害者保健福祉手帳交付申請事務において、個人番号を記入した書類1通を別の事業所へ送付した[133]。
- 2025年
  - 2月17日、愛知県春日井市の戸籍住民課が、個人番号入り住民票の写しを別人へ交付した[134]。
  - 6月6日、愛媛労働局四国中央公共職業安定所が、個人番号入りの離職票を別の求職者へ交付した[135][136][137]。
  - 7月8日、青森県外ヶ浜町が、マイナンバー制度のシステム改修に関する国から補助金303万6,000円を委託業者へ支払っていなかった。補助金は国へ返還した[138]。
  - 7月17日、北海道北見市で、3月末で閉鎖した保育所に不法侵入があり、個人番号入り書類が窃盗された[139]。氏名と生年月日が流出しおそれのある子どもや保護者、保育園関係者は157人、個人番号の流出は子ども14人に関わる家族38人分[140]。
  - 7月28日、静岡県湖西市の市民課窓口が、個人番号入り住民票の写しを別人へ交付した[141][142]。

### 役所による付番誤り
- 2022年
  - 10月5日、山口県岩国市は8月31日に、海外から市内に転入する外国籍の住民（以下、転入外国人）に対し、市外の外国人（以下、市外外国人）のマイナンバーを誤って登録（ひも付け）する等のミスがあったことを公表した。同市職員が転入外国人の代理人からの転入届を受理し住民登録の手続きを行う際、住民基本台帳ネットワークを基にした検索システムに氏名・生年月日・性別を入力。すべてに合致する人物が1人いた。しかしそれは実際には市外外国人のものであり、転入外国人のそれではないが、なぜか誤認し、それに基づいて、マイナンバーや住民票コードのひも付けを行ってしまった。転入外国人代理人からの「個人番号通知書や年金通知書が届いていない[143]」という問い合わせで間違いが発覚した。結局、転入外国人は新たなナンバーで登録、市外外国人は再設定手続きとなった[143][144]。
- 2023年
  - 4月21日、大阪市門真市が、初入国したベトナム国籍女性の転入者に対し、再入国であると取り違え、同姓同名、同じ生年月日の別人物の個人番号を付番した[145][146]。
  - 6月21日、滋賀県愛荘町で、再入国した外国籍住民2名に対し、両者の個人番号と住民票コードを入れ違えて転記した[147][148]。
  - 9月4日、東京都日野市が、海外から日野市へ転入した外国人に対し、他市在住の氏名・生年月日・性別が一致する別人の個人番号（マイナンバー）を登録した。この転入者は日本へ初入国した者であった[149]。
  - 10月23日、東京都中野区は、同区へ転入した未就学児2名のマイナンバーおよび住民票コードを取り違えて登録したことを発表[150]。2名は同一世帯内の同一生年月日（双子）であった。

- 2024年
  - 2月9日、大阪府八尾市が、同市へ転入した外国人に対しマイナンバーを誤って割り当てた。2023年6月30日、転入届けが出された際に、入国履歴のある、氏名・生年月日・性別が一致する別人のマイナンバーを登録したもの。実際には当該人物は初入国した者であった。2024年2月2日、他自治体からの問い合わせで判明[151]。
  - 11月15日、長崎県西海市が、大島総合支所大島市民課にて、外国人転入者へ別人の個人番号を割り当てた。他自治体在住の、氏名・生年月日・性別が一致する別人と取り違えたもの[152][153]。
- 2025年
  - 4月8日、長野県千曲市が、同市へ転入した外国人に対し、氏名・生年月日・国籍・性別が同じ別人のマイナンバーを割り当てた[154][155][156]。

### 番号利用法（旧番号法）、住民基本台帳法、個人情報保護法等違反事例
代表的なもののみを記載する。また、疑いのあるものも含む。
- 2018年12月14日、国税庁、東京国税局および大阪国税局は、源泉徴収票や支払調書等の入力業務の委託先であったシステムズ・デザイン株式会社[157]が契約に違反し無断で国内の他の事業者に再委託、マイナンバー含む個人情報171万2,580件が外部に漏れるという事案が発生したことを公表した。国税庁は今後、再委託を行わないように指導・監視に努めたうえで、当局が用意した場所で入力業務を行わせるインハウス型委託や、源泉徴収票等のデータの個人情報をあらかじめマスキング処置を施したうえで渡すセキュリティ強化型外部委託を採用するとした[158][159][160]。さいたま市も同日、同社が個人住民税の入力業務を無断再委託していたことを公表[161]、最終的に国・地方合わせ約240万件の個人情報漏洩となった[162]。
- 2019年1月8日、AGS株式会社の社内調査により、同社は埼玉県内6市から受託していたマイナンバー含む個人情報約47万件を含んだデータ入力、封入封緘業務などの業務を、法令に違反して第三者に再委託していたと発表した[163]。上記システムズ・デザイン株式会社の国税庁からの受託業務の無断再委託の件が発端で、個人情報保護委員会が各自治体に法令遵守状況の点検を求め、その一環で同社でも社内調査が行われ、発覚した[164][165]。
- 2022年5月26日、岩手県釜石市は、同市総務企画部の40代の女性係長、建設部の40代の男性主査の2名が住民基本台帳記載のマイナンバーを含む個人情報を違法に取得、外部に漏洩させたとしてともに懲戒免職処分、さらに岩手県警に住民基本台帳法違反で告訴したと発表した。2021年9月に内部告発があり調査、発覚した。公（滞納情報などを他部署に伝達等）私（自らの覗き見趣味の充足）にわたり悪用をしていた[166][167]。
- 2024年2月19日、埼玉県熊谷市は、「市民税・県民税課税資料データパンチ入力業務委託」に関し、番号法違反事案を発表した[168]。熊谷市は左記の業務を2023年12月4日に川越市のアクト・ジャパンへ委託したが、同社は市に無断で関連会社へ再委託した[169][170]。
- 2025年7月10日、埼玉県警察は、所沢市役所の職員（上下水道局主任・31歳・男性）をマイナンバー法52条違反（職権濫用収集）[注 13]の疑いで逮捕した[171]。同職員は財務部市民税課に在籍していた期間中の2023年2月27日から3月23日に、親族14人分のマイナンバーを不正に集めた[172][173]。これまでに親族ら延べ40人以上の情報を自身や妻の扶養家族として確定申告に使い、税の控除や還付を受けていた[174]。マイナンバー法52条違反（職権濫用収集）での逮捕は全国初の事例[175][176]。決裁手続きに必要な市長公印も、同職員が単独で不正使用していた[177]。7月31日、虚偽有印公文書作成・同行使、公務員職権乱用の疑いで再逮捕した[178][179]。市・県民税の還付や保育料の減額で計215万円の利益を不正に得ていたとみられる[180]。8月8日、所沢市は同職員を懲戒免職処分とした[181][182]。

## 個人番号の「悪用」・刑罰
個人番号の数字だけが知られただけでは悪用されない。マイナンバーカードとパスワードが同時の手に渡る事態が起こらない限り、他人は核心的情報に触れる行為は出来ない仕組みになっている。そして、他人の個人番号を知ること自体が懲役3年以下の犯罪であり（番号法49条）、他人の個人番号を知ること自体が悪用である。